# Akeem Sirleaf
Akeem Sirleaf (* 10. März 1997 in Saint Paul, Minnesota) ist ein liberianischer Leichtathlet, der sich auf den Sprint spezialisiert hat.

## Sportliche Laufbahn
Akeem Sirleaf studiert an der North Carolina Agricultural and Technical State University und wurde 2021 NCAA-Collegemeister in der 4-mal-400-Meter-Staffel. Bereits 2019 stellte er in Greensboro mit 45,42 s einen liberianischen Landesrekord im 400-Meter-Lauf auf und 2022 belegte er bei den Afrikameisterschaften in Port Louis in 21,21 s den sechsten Platz im 200-Meter-Lauf und schied über 100 Meter mit 10,25 s im Halbfinale aus. Bei den World Athletics Relays 2024 in Nassau wurde er in 38,65 s Zweiter im A-Lauf in der 2. Qualifikationsrunde über 4-mal 100 Meter für die Olympischen Spiele in Paris und sicherte damit dem liberianischen Team einen Startplatz. Anschließend verpasste er bei den Afrikameisterschaften in Douala mit der Staffel mit 40,00 s den Finaleinzug.

## Persönliche Bestleistungen
- 100 Meter: 10,19 s (−1,3 m/s), 9. April 2022 in Atlanta
  - 60 Meter (Halle): 6,70 s, 18. Januar 2019 in Blacksburg
- 200 Meter: 20,37 s (+0,4 m/s), 4. Mai 2019 in Greensboro
  - 200 Meter (Halle): 20,76 s, 9. Februar 2019 in Fayetteville (liberianischer Rekord)
- 400 Meter: 45,42 s, 4. Mai 2019 in Greensboro (liberianischer Rekord)
  - 400 Meter (Halle): 47,38 s, 12. Februar 2021 in Clemson